# Apomys sacobianus
Apomys sacobianus is een knaagdier uit het geslacht Apomys dat voorkomt in de provincie Pampanga en mogelijk ook in Isabela en Zambales op het eiland Luzon in de Filipijnen. A. sacobianus is een grote soort met een grijze vacht die waarschijnlijk het nauwste verwant is aan A. abrae en daar mogelijk slechts een geografische variant van is.

## Ontdekkingsgeschiedenis en taxonomie
Apomys sacobianus werd in 1962 beschreven door de Amerikaan David Johnson in het tijdschrift Proceedings of the Biological Society of Washington. In hetzelfde artikel werd ook een Micronesische rat beschreven onder de naam Rattus rattus mansorius; deze wordt tegenwoordig als een synoniem van de Aziatische zwarte rat gezien. Johnson beschreef zijn nieuwe soort op basis van slechts een exemplaar, USNM 304352, dat gevangen werd bij Clark Air Base aan de rivier Sacobia in de provincie Pampanga.
Een andere Amerikaan, Guy Musser, publiceerde in 1982 het artikel "The Definition of Apomys", waarin hij het geslacht Apomys definieerde en de verwantschap tussen A. sacobianus en A. abrae herkende en beschreef. Hij schreef dat A. sacobianus misschien niet meer zou blijken te zijn dan een geografische variant van A. abrae, maar dat het beter was om, de toenmalige kleine kennis van Apomys in overweging genomen, geen premature conclusies te trekken. De soort was toen nog steeds slechts van het holotype bekend.
Dat veranderde in de jaren '90: in Luis Ruedas' beschrijving van A. gracilirostris werd het exemplaar USNM 557717 genoemd. Dit dier komt uit 1200 m hoogte in Kiangan in de provincie Ifugao. Ruedas plaatste A. sacobianus in een groep met A. gracilirostris en A. datae op basis van de morfologie van de slagaders in de kop. Musser had A. sacobianus eerder in de "abrae-hylocetes-groep" geplaatst, omdat hij de andere mogelijke morfologie van deze slagaders herkende bij A. sacobianus. Musser bevestigde in 2005 dat deze morfologie inderdaad bij beide exemplaren van A. sacobianus voorkwam.
Ondertussen waren er nog twee exemplaren van A. sacobianus gerapporteerd uit de provincies Isabela en Zambales. Deze exemplaren bevinden zich respectievelijk in het Field Museum of Natural History en het Philippine National Museum. De identiteit van deze dieren als A. sacobianus is echter onzeker: het reusachtige exemplaar uit Ifuguao vertegenwoordigt waarschijnlijk een onbeschreven soort, en de andere twee moeten nogmaals bestudeerd worden om hun identiteit te bevestigen. Apomys sacobianus is dus nog steeds uitsluitend bekend van het holotype.
De naam Apomys sacobianus bestaat, zoals gebruikelijk in de zoölogische nomenclatuur, uit een geslachts- en een soortnaam. De geslachtsnaam, Apomys, is in 1905 door de Amerikaanse bioloog Edgar Mearns voorgesteld en betekent "muis uit Mount Apo" (mys, μῦς, is het Oudgriekse woord voor "muis"; de typesoort van het geslacht werd voor het eerst gevonden op Mount Apo). De soortnaam, sacobianus, is een Latijns bijvoeglijk naamwoord dat afgeleid is van de rivier Sacobia, waar het dier voor het eerst werd gevonden.

## Beschrijving
A. sacobianus is een grote rat met een staart die iets langer is dan de kop-romp. De bovenkant van het lichaam is grijsbruin, de onderkant vuilwit en op sommige plaatsen wit. Ook de bovenkanten van de voeten zijn wit. De grijsbruine bovenkant en witte onderkant van de staart verschillen scherp in kleur. De kop-romplengte bedraagt 141 mm, de staartlengte 149 mm, de achtervoetlengte 30 mm, de oorlengte 22 mm, de lengte van de schedel 38,0 mm en de lengte van de kiezen 7,1 mm.

## Verwantschappen en biogeografie
Apomys abrae behoort tot de Chrotomys-divisie, een groep binnen de Murinae die uitsluitend in de Filipijnen voorkomt en naast Apomys ook Rhynchomys, Chrotomys en Archboldomys omvat. Deze Filipijnse dieren hebben gemeenschappelijke morfologische en genetische kenmerken. Binnen deze groep is Apomys verreweg het grootste en wijdstverbreide geslacht: Apomys omvat kleine, onopvallende bosmuizen die in de gehele Filipijnen voorkomen, terwijl de andere, sterk gespecialiseerde geslachten nauwelijks buiten Luzon zelf te vinden zijn. Apomys zelf is in 1982 door Musser verdeeld in twee groepen, de datae-groep, met alleen A. datae uit Luzon, en de abrae-hylocetes-groep, met alle andere soorten. Deze groepen verschillen in de manier waarop de kop door slagaders van bloed wordt voorzien.
A. sacobianus behoort tot de abrae-hylocetes-groep, en is daarbinnen waarschijnlijk het nauwste verwant aan A. abrae, waarvan het mogelijk slechts een geografische variant is, maar wat de verdere verwantschappen van deze twee soorten zijn, is onzeker, hoewel een verwantschap met A. microdon en A. musculus, twee andere soorten uit Luzon, is gesuggereerd. Aangezien Apomys waarschijnlijk op Luzon is ontstaan en A. abrae en A. sacobianus mogelijk verwant zijn aan A. microdon en A. musculus, is het aannemelijk dat A. sacobianus op Luzon zelf is ontstaan, misschien als gevolg van het gebruik van verschillende habitats door de vormen van een voorouderlijke soort.

## Beschermingsstatus
De IUCN-status van deze soort is in 1996 gekwalificeerd als "kwetsbaar" met het criterium C2b (alle individuen behoren tot een enkele subpopulatie). Deze status is echter "prematuur" genoemd, omdat er zo weinig van A. sacobianus bekend is. In 2008 is de IUCN-status omgezet in "onzeker".
Biologen hadden al geconcludeerd dat de muis bij een ernstige vulkaanuitbarsting in juni 1991 geheel was uitgestorven, maar twee decennia later bleek het de meest voorkomende diersoort op de vulkaan Pinatubo. De muis blijkt zeer goed bestand tegen ernstig verstoorde leefomgevingen.

### Belangrijkste bronnen
- Heaney et al. 1998-2007, Apomys sacobianus in A Synopsis of the Mammalian Fauna of the Philippine Islands. Field Museum of Natural History.
- usser, G.G. 1982. Results of the Archbold Expeditions. No. 108. The definition of Apomys, a native rat of the Philippine islands. American Museum Novitates 2746:1-43.
- Musser, G.G. & Carleton, M.D. 2005. Superfamily Muroidea. Pp. 894-1531 in Wilson, D.E. & Reeder, D.M. (eds.). Mammal Species of the World: a taxonomic and geographic reference. 3rd ed. Baltimore: The Johns Hopkins University Press, 2 vols., 2142 pp. ISBN 978-0-8018-8221-0

### Overige informatie
- Jansa, S.A., Barker, K.F. & Heaney, L.R. 2006. The pattern and timing of diversification of Philippine endemic rodents: Evidence from mitochondrial and nuclear gene sequences. Systematic Biology 55(1):73-88.
- Johnson, D.H. 1962. Two new murine rodents. Proceedings of the Biological Society of Washington 75:317-319.
- Musser, G.G. & Heaney, L.R. 1992. Philippine rodents: definitions of Tarsomys and Limnomys plus a preliminary assessment of phylogenetic patterns among native Philippine murines (Murinae, Muridae). Bulletin of the American Museum of Natural History 211:1-138.
- Ruedas, L.A. 1995. Description of a new large-bodied species of Apomys Mearns, 1905 (Mammalia: Rodentia: Muridae) from Mindoro Island, Philippines. Proceedings of the Biological Society of Washington 108(2):302-318.